# Grace Crowley
Grace Adela Williams Crowley, ou simplesmente Grace Crowley (28 de maio de 1890 - 21 de abril de 1979), foi uma artista cubista australiana.
Uma figura chave do modernismo de Sydney no período entre-guerras, Grace Crowley estudou em Paris no final da década de 1920 com os artistas cubistas André Lhôte e Albert Gleizes. Posteriormente, fundou uma escola de arte com Rah Fizelle, que se tornou o principal centro de pintura modernista em Sydney até seu fechamento em 1937. O trabalho de Crowley era um cubismo acadêmico modificado, baseado na geometria planar e na simetria dinâmica.
Filha de um rico criador de gado, Crowley nasceu em 1890 em Cobbadah, Nova Gales do Sul. Enquanto estudava em Sydney, frequentou em tempo parcial a Julian Ashton Art School em 1907, antes de retornar à casa da família em Glen Riddle, Barraba. Apesar de seus pais não desejarem que ela seguisse carreira na pintura, Crowley retomou as aulas de arte em Sydney em 1915, sob a orientação de Mildred Lovett e Elioth Gruner, além de Ashton, com quem trabalhou como assistente de 1918 a 1923.
Crowley viajou para a Europa com a colega artista Anne Dangar em 1926, estudando brevemente na Académie Colarossi em Paris antes de ingressar no ateliê de André Lhôte. Lhôte enfatizava a estrutura geométrica sólida em detrimento da cor e introduziu Crowley às teorias do cubismo acadêmico, além dos sistemas geométricos de simetria dinâmica e da seção áurea, que ela mais tarde trouxe para Sydney. Crowley participou da escola de verão de Lhôte em Mirmande com Dangar e Dorrit Black e visitou a colônia artística de Albert Gleizes em Moly-Sabata, descrevendo o impacto dessas experiências no uso da abstração em seu trabalho:
"Estávamos unidos em uma crença, a abordagem construtiva da pintura, e essa ênfase nos elementos abstratos na construção de um design foi o ponto central do ensino de Lhôte e Gleizes... éramos desencorajados de fazer apenas um registro fiel do modelo [nu]... os elementos abstratos de linha, forma e cor eram introduzidos para levar o aluno a construir a partir disso um design dentro de um espaço delimitado."
Essa abordagem é revelada em seus estudos de figuras, como Marinheiro francês em pé, uma perna levantada em uma caixa (1928) e Nu segurando um livro (1928-1929), produzidos durante sua estadia em Paris. Embora mostrem seu sólido domínio da anatomia, adquirido através de seu treinamento acadêmico inicial na Julian Ashton Art School, os contornos fortemente delineados e a modelagem volumétrica de seus sujeitos estão em acordo com a ênfase de Lhôte na simplificação das formas em geometria básica.
Produzido enquanto frequentava a academia de Lhôte em Paris, o Retrato de Lucie Beynis (1929) retrata uma modelo profissional pintada ao longo de uma sequência de sessões matinais e reflete a versão modificada do cubismo de Lhôte, onde a figura humana é mantida dentro de um campo de planos geométricos e eixos de cor que atravessam o corpo. Essa abordagem continuou a dominar as pinturas semi-abstratas de Crowley durante a década de 1930, até sua transição para a abstração pura na década de 1940.
Crowley retornou a Sydney em 1930, realizando sua primeira e única exposição individual no Centro de Arte Moderna de Black em 1932. Naquele mesmo ano, fundou sua própria escola com o ex-aluno Rah Fizelle, focada no ensino das inovações da arte moderna francesa. Entre os alunos estava Ralph Balson, que se tornaria um grande amigo e colaborador artístico. Crowley convidava Balson para seu estúdio na George Street, Sydney, nos fins de semana, uma prática capturada em O artista e seu modelo (1938), que retrata Balson pintando no terraço do estúdio. Revelando uma desintegração das formas figurativas e a divisão do espaço pictórico em áreas decorativas, essa obra também sinaliza um compromisso crescente, compartilhado por ambos os artistas, com a abstração completa. No ano seguinte, Balson retribuiu com seu Retrato de Grace Crowley (1939), executado em um estilo quase abstrato que também prefigura a transição dos artistas para a não-figuração.
Em 1939, Crowley e Balson participaram da Exposição I na Galeria de Arte David Jones, em Sydney, um evento culminante para o movimento semi-abstrato da cidade. Com outros artistas participantes, como Fizelle, Frank Hinder, Margel Hinder, Gerald Lewers, Frank Medworth e Eleonore Lange, eles colaboraram na década de 1930 como líderes da segunda fase do movimento moderno na Austrália, desenvolvendo as ideias iniciais de Roland Wakelin, Roy de Maistre e outros que datavam do início da Primeira Guerra Mundial.

Crowley e Balson continuaram a expor obras puramente não-objetivas ao longo das décadas de 1940 e início dos anos 1950 com o Contemporary Group, exemplificado nas composições equilibradas de Crowley, Pintura Abstrata (1947) e Pintura Abstrata (1950). Os dois viajaram para a Europa de 1960 a 1961, e após a morte de Balson em 1964, Crowley continuou a defender sua obra. Uma retrospectiva de Crowley foi organizada pela Art Gallery of New South Wales em 1975, e seu trabalho também foi destaque na exposição Sydney Moderns da galeria em 2013.
1. ↑  «Galeria de arte da Austrália»